# Elvire de Brissac
Elvire de Brissac, nacida el 19 de enero de 1939 en París, es una novelista y biógrafa francesa laureada con varios premios literarios.

## Biografía
Nace en París - «j’ai vue sur la Seine depuis ma naissance» - es la hija del memorialista Pierre de Cossé, duque de Brissac, y de su esposa, nacida May Schneider, de la familia de los Schneider del Creusot. Su padre, Pierre de Cossé, fue antiguo presidente del Jockey Club de Francia. Elvire de Brissac nació en un mundo privilegiado. En el salón de la familia ve desfilar a mucha gente conocida : «Arletty, avec son turban blanc. Les Windsor : elle, carnassière, un brochet américain ; lui, ayant l’air de Buster Keaton. Emmanuel Berl, grand ami de ma mère, entrait avec son châle vigogne. Il fumait et toussait beaucoup, parlait et parlait… c’était le Talmud qui entrait. Sa voix caverneuse nous faisait peur.» Saint-John-Perse : «Il m’a paru extraordinairement fluet. Il me semble qu’il avait des bottines. J’aime beaucoup ses poèmes.» Mauriac : «Pas clean. Maître Patelin. Très rusé, très malin.» (La cuerda y el Viento).
Conocida sobre todo desde su novela Un largo mes de septiembre (1971), visión satírica de los meses que siguieron al Mayo de 68, Elvire de Brissac ha escrito una quincena de novelas centradas en su medio y los orígenes familiares. Ha consagrado dos libros a la historia de la dinastía familiar de los Schneider : Ô dix-neuvième !, crónica de un encuentro imaginario entre Adolphe Schneider y Alphonse de Lamartine y Erase una vez los Schneider.
Estuvo muy ligada a Paul Morand, amigo íntimo de su madre, que en su Journal inutile, publicado en 2001, donde se refiere a ella como E., anota el 15 de marzo de 1975 : "Tengo ahora una profunda sensación de irrealidad, dijo E. Yo le respondí: - quizás a causa de mí, porque tienes dos padres, uno de los cuales, yo mismo, no soy más que un personaje ambiguo, poeta y prosista, viajero inmovilizado, amante, marido, escritor funcionario ... "
Gracias a una carta de un amigo de Julien Green, entra en Le Monde a los 20 años, en la sección de información general. Sigue la guerra de Argelia para el diario. En su novela La Cuerda y el Viento también evoca el trabajo su trabajo periodístico con nostalgia. Del periodismo ella no ha olvidado nada: «Le quotidien a été l’école de la vie. Ça bouge, ça passe, on refait le monde tous les jours. C’était bien.»
Deja le Monde después de cuatro años, no pudiendo ser corresponsal en Nueva York, pero vuelve, brevemente, en año 1968 tan lleno de acontecimientos que influyeron en el futuro. Es la época en que escribe su primer libro Llorar de alegría.
Otro de sus libros es Viaje imaginario alrededor Barbe-Nicole Ponsardin Veuve Clicquot (Grasset). Es la historia del ascenso de una de las primeras mujeres empresarias, que da a conocer, desde finales del siglo XVIII, el mejor champán más allá de Francia, especialmente en Inglaterra y en Rusia. La viuda fleta barcos para el transporte de las botellas y crea un banco. Su hijo, Louis Chevigné prefiere la poesía y sueña con la construcción de castillos. Castillos de la familia que se mantienen a través de los recursos obtenidos en la industria.

## Vida personal
Se ha retirado al Cher a una propiedad heredada de la rama materna de su familia, los Schneider. Reside en el Château d'Apremont-sur-Allier en Apremont-sur-Allier, donde tiene un jardín, un parque y un bosque. Le gusta cuidarlos y disfrutarlos cada día.

## Obras
- Llorar de alegría, Grasset, 1969, premio de Les Deux Magots 1969
- Un largo mes de septiembre, Grasset, 1971
- Las Reglas, Gallimard, 1974
- Grabuge y la Indomable Amélie, Folio Junior, 1977 ; Folio Cadet, 1999
- Balada estadounidense, Stock, 1976
- Mi querida República, Grasset, 1983
- El Reposo, Grasset, 1986
- Al Diablo, Grasset, 1993 ; Folio, 2000
- La Vuelta del árbol, Grasset, 1996
- Un bosque sumiso, Grasset, 1997
- Los Ángeles de abajo, Grasset, 1998, premio Goncourt de novela 1999
- Ô dix-neuvième ! , Grasset, premio Femina prueba 2001

- Conocéis las arrugas ?, Grasset, 2005
- Erase una vez los Schneider, 1871-1942, Grasset, 2007
- Viaje imaginario en torno a Barbe Nicole Ponsardin Veuve Clicquot (1777 - 1866), Grasset, 2009
- La Cuerda y el Viento, Grasset, 2014

- Le long du Luxembourg, Grasset, 2021
- Le Jardin des Plantes ou l’horrible danger de la promenade, Grasset, 2024